# Хуншулинь (станция метро)
«Хуншулинь» (англ. Hongshulin; кит. 紅樹林) — станция линии Даньшуй Тайбэйского метрополитена. Станция открыта 28 марта 1997 года в составе первого участка линии Даньшуй. Расположена между станциями «Даньшуй» и «Чжувэй». Находится в районе Даньшуй города Новый Тайбэй.

## Техническая характеристика
Станция «Хуншулинь» — наземная с боковыми платформами. Для перехода на противоположную платформу оборудован мостик над путями. На станции есть два выхода.  8 июня 2018 года на станции были установлены автоматические платформенные ворота.